# Carl August Alm

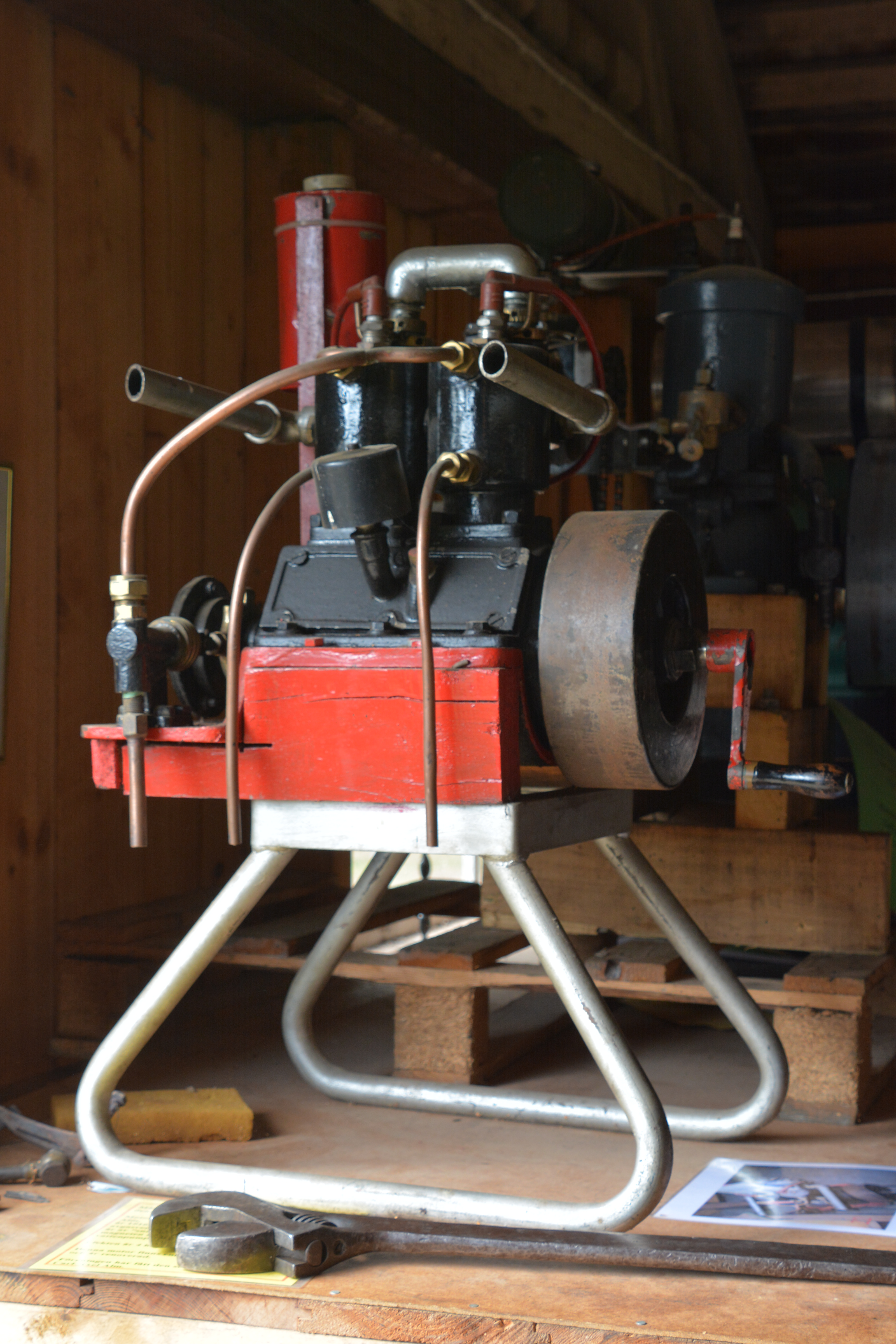
Bensinmotorprototyp, konstruerad av Carl August Alm 1916, Målilla motormuseum

Carl August Alm, född 18 november 1872 i Enerum i Vena församling, död 7 november 1955 i Västervik, var en svensk smed och entreprenör.
Carl August Alm var son till torparen Anders August Carlsson (1845–1933) och Gustafva Matilda Ekman (1849–1935) Han utbildade sig till smed och kom 1892 till Gårdveda gård i Gårdveda som gårdssmed. Efter rekryten tog han värvning som husar i Smålands husarregemente i Eksjö till 1898.
Han arbetade en tid på Hultsfreds gamla snickerifabrik och flyttade till Målilla i början av 1900-talet, där han arbetade på Målilla träförädling. Han grundade Målilla mekaniska verkstad 1907. Han konstruerade själv råoljemotorer, som tillverkades i fabriken.
Efter det att Carl August Alm 1931 köpt Bruzaholms Bruk, tog sönerna Erik och Axel Alm över driften av verksamheten i Målilla, medan han själv ledde Bruzaholms Bruk. 
Carl August Alm var gift med Emma Fransson (1872–1939).